# П'єтро Пеннізі
П'єтро Пеннізі (італ. Pietro Pennisi; нар. 11 квітня 1970) — колишній італійський тенісист.
Найвищу одиночну позицію світового рейтингу — 217 місце досяг 16 травня 1994, парну — 238 місце — 20 квітня 1992 року.

## Фінали Гран-прі за кар'єру

### Парний розряд: 1 (0–1)
| Результат | W/L | Дата     | Турнір            | Покриття | Партнер         | Суперники                       | Рахунок       |
| --------- | --- | -------- | ----------------- | -------- | --------------- | ------------------------------- | ------------- |
| Поразка   | 0–1 | Тра 1989 | Флоренція, Італія | Ґрунт    | Сімоне Рестеллі | Майк Де Палмер Блейн Вілленборг | 6–4, 4–6, 4–6 |

## Титули на челленджерах

### Парний розряд: (2)
| Ранг | Рік  | Турнір           | Покриття | Партнер           | Суперники                      | Рахунок  |
| ---- | ---- | ---------------- | -------- | ----------------- | ------------------------------ | -------- |
| 1.   | 1994 | Бристоль, Англія | Трава    | Алекс Радулеску   | Массімо Бертоліні Дік Норман   | 6–4, 7–5 |
| 2.   | 1995 | Гоа, Індія       | Ґрунт    | Давіде Сангінетті | Іван Бейрон Жоао Кунья е Сілва | 7–6, 6–4 |